# Mellanvikt i fristil för damer i brottning vid olympiska sommarspelen 2004
Damernas brottningsturnering i fristil i viktklassen mellanvikt vid olympiska sommarspelen 2008 avgjordes den 22-23 augusti i Aten i Ano Liossia Olympic Hall. 

## Medaljörer
| Klass      | Guld               | Silver            | Brons                    |
| Mellanvikt | Kaori Icho · Japan | Sara McMann · USA | Lise Legrand · Frankrike |

## Resultat

### Förkortningar
- EF — Vinst genom förverkande, förloraren ej plancerad
- E2 — Båda brottarna diskvalificerade för brott mot reglerna
- EV — Diskvalifikation från samtliga tävlingar för brott mot reglerna
- EX — 3 varningar eller brott mot reglerna
- PA — Skada/uteblivande
- PO — Vinst efter poäng, förloraren utan teknik-poäng
- PP — Vinst efter poäng, förloraren med teknik-poäng
- SP — Teknisk överlägsenhet, 10 poängs skillnad, förloraren hade poäng
- ST — Teknisk överlägsenhet, 10 poängs skillnad, förloraren utan poäng
- TO — Vinst efter fall
- KP — Klassificeringspoäng
- TP — Tekniska poäng

### Utslagningsronder

#### Grupp 1
| Tävlande                | Spelade | Vunna | Förlorade | KP | TP |
| ----------------------- | ------- | ----- | --------- | -- | -- |
| Stavroula Zygouri (GRE) | 2       | 2     | 0         | 6  | 9  |
| Stéphanie Groß (GER)    | 2       | 1     | 1         | 4  | 4  |
| Sara Eriksson (SWE)     | 2       | 0     | 2         | 1  | 3  |

|                         | Poäng |                         | KP     |
| ----------------------- | ----- | ----------------------- | ------ |
| Stéphanie Groß (GER)    | 1–4   | Stavroula Zygouri (GRE) | 1–3 PP |
| Sara Eriksson (SWE)     | 0–3   | Stéphanie Groß (GER)    | 0–3 PO |
| Stavroula Zygouri (GRE) | 5–3   | Sara Eriksson (SWE)     | 3–1 PP |

#### Grupp 2
| Tävlande          | Spelade | Vunna | Förlorade | KP | TP |
| ----------------- | ------- | ----- | --------- | -- | -- |
| Sara McMann (USA) | 2       | 1     | 1         | 5  | 7  |
| Viola Yanik (CAN) | 2       | 1     | 1         | 4  | 6  |
| Meng Lili (CHN)   | 2       | 1     | 1         | 3  | 8  |

|                   | Poäng |                   | KP     |
| ----------------- | ----- | ----------------- | ------ |
| Meng Lili (CHN)   | 0–5   | Sara McMann (USA) | 0–4 TO |
| Viola Yanik (CAN) | 1–8   | Meng Lili (CHN)   | 1–3 PP |
| Sara McMann (USA) | 2–5   | Viola Yanik (CAN) | 1–3 PP |

#### Grupp 3
| Tävlande              | Spelade | Vunna | Förlorade | KP | TP |
| --------------------- | ------- | ----- | --------- | -- | -- |
| Lise Legrand (FRA)    | 2       | 2     | 0         | 6  | 10 |
| Volha Khilko (BLR)    | 2       | 1     | 1         | 4  | 5  |
| Natalia Ivanova (TJK) | 2       | 0     | 2         | 1  | 1  |

|                       | Poäng |                       | KP     |
| --------------------- | ----- | --------------------- | ------ |
| Volha Khilko (BLR)    | 1–7   | Lise Legrand (FRA)    | 1–3 PP |
| Natalia Ivanova (TJK) | 1–4   | Volha Khilko (BLR)    | 1–3 PP |
| Lise Legrand (FRA)    | 3–0   | Natalia Ivanova (TJK) | 3–0 PO |

#### Grupp 4
| Tävlande                   | Spelade | Vunna | Förlorade | KP | TP |
| -------------------------- | ------- | ----- | --------- | -- | -- |
| Kaori Icho (JPN)           | 2       | 2     | 0         | 7  | 16 |
| Alena Kartashova (RUS)     | 2       | 1     | 1         | 4  | 9  |
| Lyudmyla Golovchenko (UKR) | 2       | 0     | 2         | 0  | 0  |

|                            | Poäng |                            | KP     |
| -------------------------- | ----- | -------------------------- | ------ |
| Lyudmyla Golovchenko (UKR) | 0–10  | Kaori Icho (JPN)           | 0–4 ST |
| Alena Kartashova (RUS)     | 7–0   | Lyudmyla Golovchenko (UKR) | 3–0 PO |
| Kaori Icho (JPN)           | 6–2   | Alena Kartashova (RUS)     | 3–1 PP |

### Utslagningsträd
|  | Semifinaler             | Semifinaler        | Semifinaler |  |  | Final                   | Final              | Final |
|  |                         |                    |             |  |  |                         |                    |       |
|  | Stavroula Zygouri (GRE) |                    |             |  |  |                         |                    |       |
|  | Sara McMann (USA)       | Sara McMann (USA)  | TO          |  |  | Sara McMann (USA)       | Sara McMann (USA)  | 2     |
|  | Lise Legrand (FRA)      | Lise Legrand (FRA) | 0           |  |  | Kaori Icho (JPN)        | Kaori Icho (JPN)   | 3     |
|  | Kaori Icho (JPN)        | Kaori Icho (JPN)   | 4           |  |  |                         |                    |       |
|  |                         |                    |             |  |  | Bronsmatch              |                    |       |
|  |                         |                    |             |  |  | Stavroula Zygouri (GRE) |                    |       |
|  |                         |                    |             |  |  | Lise Legrand (FRA)      | Lise Legrand (FRA) | TO    |